# Фарберов, Михаил Миронович
Михаи́л Миро́нович Фа́рберов (5 июня 1939 года — 20 марта 2010 года) — генеральный директор ГУП МО «Мособлэлектротранс», академик Жилищно-коммунальной академии, заслуженный работник жилищно-коммунального хозяйства Российской Федерации, почётный работник транспорта РФ, почетный работник горэлектротранспорта РФ, заслуженный предприниматель РФ. Награждён орденом Почёта.

## Биография
Михаил Миронович Фарберов родился 5 июня 1939 года в Гомеле, СССР. Учился в Минском техникуме городского электротранспорта. После учёбы вернулся работать в троллейбусном предприятии в Гомеле. После знакомства со своей будущей женой переехал к ней в Озёры и устроился работать на Коломенском тепловозостроительном заводе. В 1979 году переведён в Коломенское трамвайное управление на должность руководителя.
С 31 января 1989 года должность именуется как начальник ПО «Мособлэлектротранс», с 30 декабря 1992 года — генеральный директор ПО «Мособлэлектротранс», с 28 марта 1994 года — генеральный директор ГП «Мособлэлектротранс».
Скончался Михаил Миронович 20 марта 2010 года после продолжительной болезни.